# Jacques Bellenger
Jacques Bellenger (* 25. Dezember 1927 in Amiens; † 24. Oktober 2020 in Epagny Metz-Tessy) war ein französischer Bahnradsportler und nationaler Meister im Radsport.
Jacques Bellenger war der dominierende Sprinter Frankreichs Ende der 1940er und in den 1950er Jahren. 1948 startete er bei den Olympischen Sommerspielen in London im Sprint, konnte sich aber nicht platzieren. 1948 und 1949 wurde er französischer Amateur-Meister im Sprint und 1949 belegte er bei den Bahn-Weltmeisterschaften im dänischen Ordrup Rang zwei. 1948 wurde er auch französischer Meister in der Mannschaftsverfolgung und französischer Militär-Meister im Sprint. Von 1955 bis 1959 gewann er zudem die französische Meisterschaft im Omnium. Von den traditionsreichen Grand Prix Wettbewerben für Sprinter konnte er als Amateur den Großen Preis von Kopenhagen für sich entscheiden. 1949 siegte er beim bedeutendsten internationalen Bahnrennen, das in Großbritannien damals veranstaltet wurde, er gewann die Champion of Champions Trophy (ein Sprintturnier).
Von 1950 bis 1959 fuhr Bellenger als Profi. In dieser Zeit wurde er dreimal französischer Meister im Sprint und belegte mehrfach Podiumsplätze. Bei den UCI-Bahn-Weltmeisterschaften 1951 in Mailand wurde er Vize-Weltmeister im Sprint hinter dem Briten Reg Harris. Gegen Ende seiner Karriere startete er auch bei sieben Sechstagerennen und wurde 1959 in Buenos Aires Zweiter, gemeinsam mit Bernard Bouvard, und wurde zudem französischer Vize-Meister in der Einerverfolgung. 1958 gewann er gemeinsam mit Pierre Brun den Bahnwettbewerb Prix Dupré-Lapize in Paris. Anfang 1960 beendete er seine Laufbahn.